# F4F (航空機)
F4F ワイルドキャット
飛行するF4F-3 3987号機
(第2戦闘飛行隊所属、1942年2月撮影)
- 用途：戦闘機
- 分類：艦上戦闘機
- 設計者：ロバート・L・ホール
- 製造者：グラマン航空エンジニアリング社
- 運用者

  -  アメリカ合衆国（アメリカ海軍、アメリカ海兵隊）
  -  イギリス イギリス海軍艦隊航空隊
  -  カナダ海軍
- 初飛行：1937年9月2日
- 生産数：7,885機[1]
- 生産開始：1940年11月
- 運用開始：1940年12月
- 退役

  - 1945年5月（イギリス海軍）
  - 1945年7月（カナダ海軍）
  - 1945年8月（アメリカ海軍、海兵隊）
- 運用状況：退役

F4F ワイルドキャット（Grumman F4F Wildcat）は、アメリカ合衆国のグラマンが開発し、第二次世界大戦中に使用された艦上戦闘機である。愛称の「ワイルドキャット(Wildcat)」は山猫・野良猫の意味であるが、乱暴者という意味も持つ。グラマンではF4F以降、艦上戦闘機に『○○キャット』という愛称を採用している。
グラマンだけではなくジェネラル・モーターズ社(GM)でも「FM ワイルドキャット」として製造された。生産機数自体はGM社製の機体の方が多い。また、英海軍航空隊でも「マートレット(Martlet、イワツバメの意)」として運用された。
操縦経験のあるエリック・ブラウンは、第二次世界大戦初期に使用された戦闘機としては最優秀の一つと評価している。

## 概要

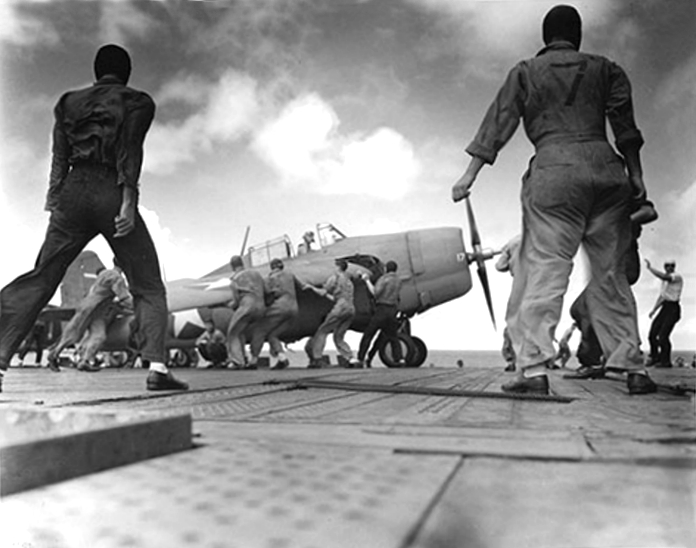
空母エンタープライズ艦上のF4F

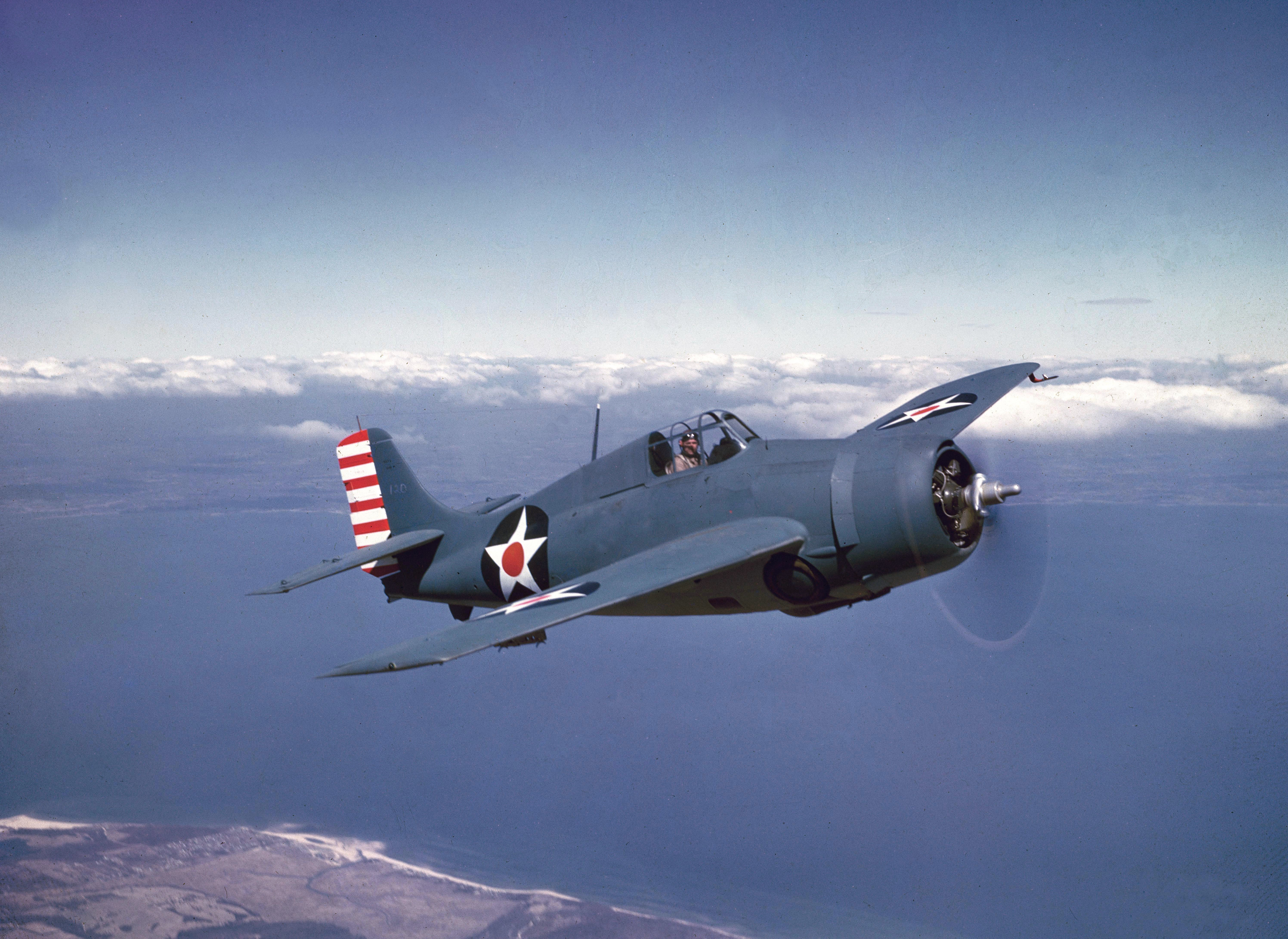
1942年撮影のF4F

アメリカ海軍は1936年の新型艦上戦闘機の開発を、ブルースター社、セヴァスキー社とともにグラマン社にも競争試作を指示した。グラマン社はこれまでFF、F2F、F3Fといずれも複葉機の艦上戦闘機を海軍に納入しており、本機の最初の設計案（XF4F-1）も複葉機であった。しかしそれでは他社の案に劣っていたことから、単葉機（XF4F-2）として再設計され選定試験に応じた。
試作機(XF4F-2)は、1937年9月2日に初飛行し、テストは9か月にわたって続けられたが、結果はあまり感心できるものではなかった。採用されたのはブルースター社の提案したF2Aバッファローであり、本機は落選した。しかしアメリカ海軍は本機にも興味を持ち、開発を続行させた。XF4F-3は、1939年2月12日に登場したが、これは、前のXF4F-2とは根本的に異なるものであった。2段過給機付きの新型プラット・アンド・ホイットニー ツイン・ワスプを装着したXF4F-3は、高度6,000mで528km/hの速度を出し、低高度と中高度でも良い性能を示し、テストが終了すると、54機の初期発注を得て生産に入った。
F2Aはブルースター社の生産能力の低さにより配備が進まず、それに代わって本機が大量に生産・配備されることとなった。
日本が真珠湾を攻撃したとき、アメリカのF4Fは初めて実戦に参加した。その頃、アメリカ海軍と海軍航空隊は、それぞれF4F-3を合計183機、F4F-3Aを合計65機保有していた。
アメリカ海軍の主力艦上戦闘機として日本海軍の零戦と戦い、防御力よりも運動性能を重視した零戦とは対照的に、「グラマン鉄工所 (Grumman Ironworks)」と呼ばれる強固な構造と生産性を重視したグラマンの設計思想を体現した機体であり、後継機のF6Fヘルキャットが配備される大戦中盤まで主力として使用された。

## 各型

### F4F-3
最初のロットは1940年12月5日に部隊配備、「レンジャー」と「ワスプ」に配備されたほか、海兵隊にもまわされている。しかし、実際に飛ばしてみるといくつかの問題点が残っており、パイロットの死亡事故が発生した。1941年11月には欠陥箇所を改良、エンジンを1段過給器付のP&W製R-1830-90に換装した型がF4F-3Aとして採用された。生産機数は3A型の95機を含めて288機。
なお数機が偵察機に改造され、F4F-3Pとなったほか、3A型を改造したF4F-3APも1機が製作されたとされる。

### F4F-4

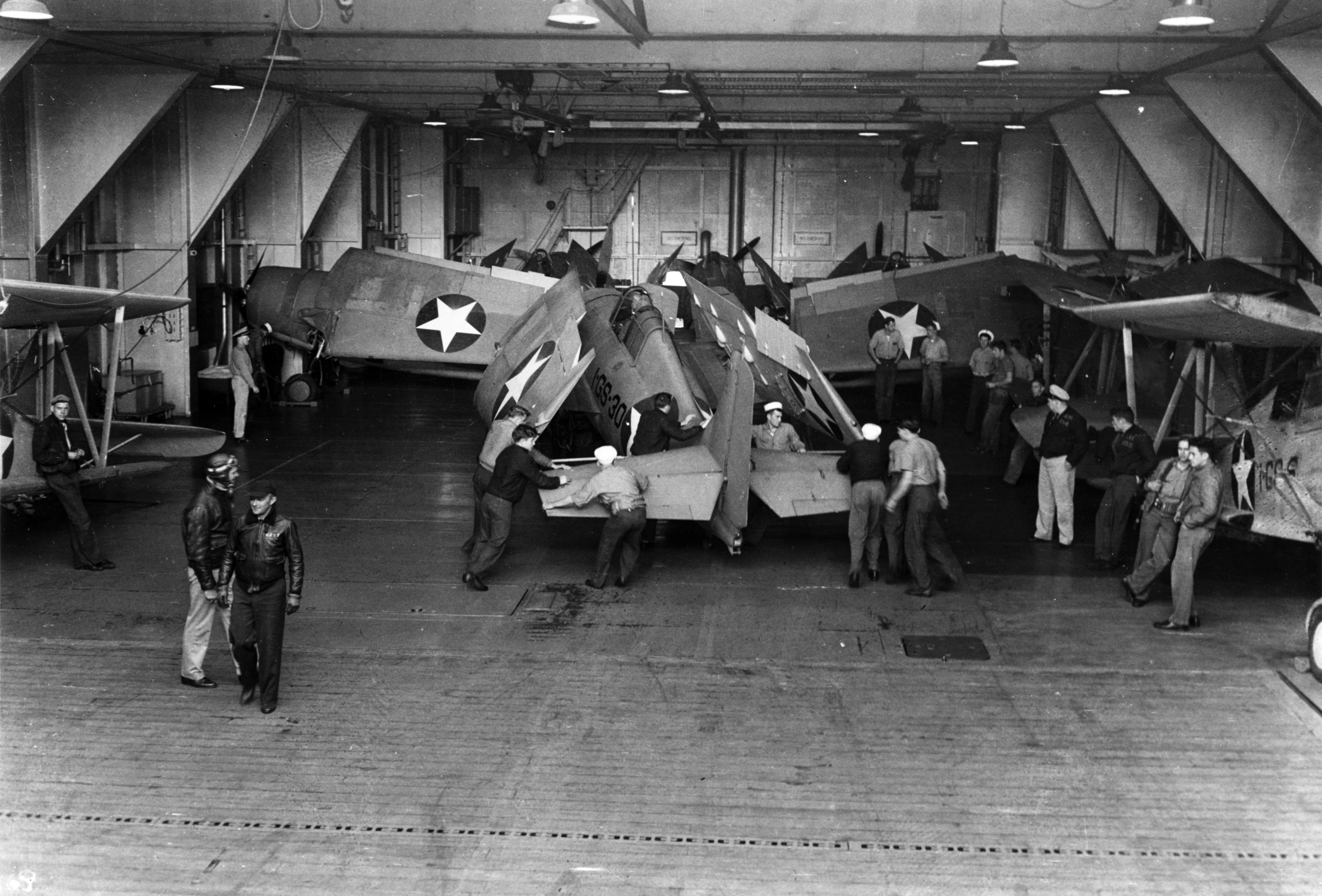
空母ロング・アイランドの格納庫に主翼を折り畳まれた状態で保管されるF4F-4。

この型から折り畳み翼を採用した。それまでのF4F-3などの型は翼が固定式であったために空母上での取り扱いに難があった上、珊瑚海海戦の教訓から空母に戦闘機の配備数を増やすという目標があったのだが、F4F-3では数を載せる上でも問題となっていた。しかし、それらの問題はこの型で解消された。
なお、当初油圧による折り畳み機構を考えていたが、重量の問題で採用されず、手動式となっている。順次F4F-3Aと交代され、ミッドウェー海戦時にはほぼ完了、VMF-221のみが未だF4F-3型を使用していたが、1942年8月までにはF4F-4と交代している。ただし重量増加のため、甲板が狭く短い護衛空母には適さないとされ、FM-2型の開発につながった。また、このF4F-4は中高度向けの2段過給器付エンジンに換装し、1200hpの出力を得ているほか、機銃を2挺増やして12.7mm機銃6挺としている。ただし1挺あたりの弾数は450発から240発に低下、反動による機体の振動が増して、乗員からの評判は良くなかった。

### F4F-7
1941年12月31日、アメリカ海軍はF4F-7を初飛行させた。これは偵察機として武装、防弾キャノピー、座席背部装甲板を排除して徹底的な軽量化を実行し、それで浮いた重量を燃料の増加に当て（そのため総重量は戦闘機型よりも大きい）、航続距離3700マイル、最大滞空時間25時間という数値を目指したものである。偵察用カメラを搭載し、いざというときには燃料を投棄して身軽になることも可能であった。
21機作られ、残りの発注は普通の戦闘機型として生産された。ガダルカナル方面で2機使用されたとも言われるが定かではない。

### FM-1

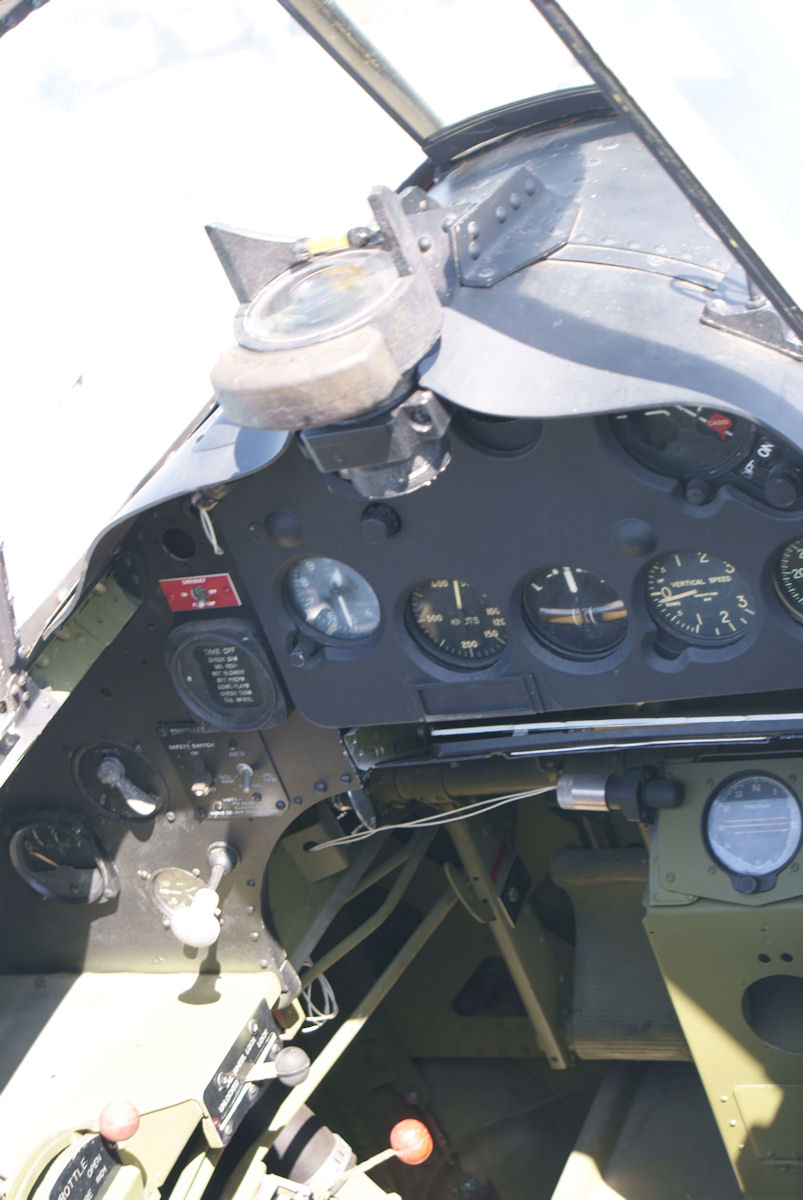
FM-1の操縦席

1942年春、海軍からの指示でグラマン社はF6F量産に集中するため、F4FとTBFの生産中止を決定、生産ラインの切り替えが始められた。そしてゼネラルモーターズ社 (GM) が東海岸の5つの自動車工場を統合して作った、イースタン・エアクラフト（航空事業部）のリンデン工場に生産ラインが移された。GM で作られたワイルドキャットは型式名が「FM」となり、最初の量産型であるFM-1はF4F-4をほぼコピーしたもので、細部を工場の事情に合わせ手直しした程度であった。
本型は1942年4月18日に1800機が発注され、8月31日には量産初号機が初飛行した。そして翌年までに830機が生産された後、FM-2に切り替えられた。

### FM-2
狭く小さい護衛空母の甲板上では、重量面でF4F-4は運用が難しかった。さらに後継機であるF6F、F4Uはより大重量（特にF4Uは艦上戦闘機としては当時もっとも重かった）で、アメリカ海軍は1942年、F4Fの軽量型を発注する。これに応えてグラマン社はXF4F-8を開発。これは軽い鍛造製シリンダーを持つ1段2速過給器付R-1820-56サイクロンエンジンを搭載し、出力が150hp増加したにもかかわらず、重量は102kg減少していた。これにより上昇力や運動性が向上したが、過給器が2段から1段に変更されたため中高度以上での性能は低下、低空支援戦闘機としての性格を強めている。また再び機銃が4挺に戻されている（弾数は1挺あたり280発に増加しているが、同じ4挺搭載のF4F-3型よりも少なく、重量は減少している）ほか、エンジンカウル、フラップなど、徹底した設計の見直しが図られている。
試作型のXF4F-8型は1942年11月8日に初飛行、上記のとおりFM-2としてゼネラルモータースが生産し、主に護衛空母に搭載され、上陸作戦における低空支援任務や特攻機の迎撃に活躍した。本型では従来型にあった着艦時の癖がなくなり、狭い護衛空母への着艦が多い乗員には好評であった。
この型はレイテ沖海戦にも参加したほか、その後の対日戦でも活躍、エースパイロット4人を輩出している。さらにこの軽量な機体は、低高度域ではF6F、F4U、P-47、さらには最優秀機の誉れも高いP-51に対しても大きく劣るものではないと評価された。GM の生産力が遺憾なく発揮された結果、生産数は4127機となり、F4Fシリーズの中では最も多い。

### 諸外国のF4F

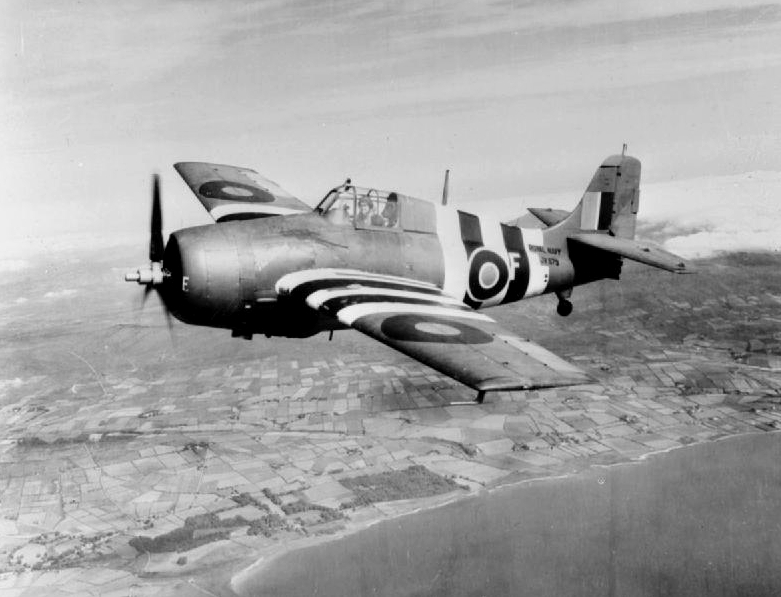
イギリス海軍のマートレットMk.II（またはIII）

F4Fはアメリカ海軍のみならず海外からも注目され、フランス海軍はF4F-3（社内呼称G-36A）を81機発注した。しかし納品前にフランスはドイツに降伏したため、イギリスに供与され「マートレットMk.I」（Martlet：イワツバメの意）として使用された。イギリス海軍はアメリカ海軍よりも先にF4Fを任務に就けており、イギリスでは1940年夏すでに合計81機が任務に就いていた。艦載戦闘機事情が切迫していたイギリス海軍は、さらに「マートレットMk.II」として再発注した。マートレットMk.IIは、アメリカ海軍のものよりも若干手狭であるイギリス空母での運用を考慮して、アメリカ軍向けのF4F-4よりも早く主翼の折り畳み機構が要求されている。ただしエンジンの重量増に加え、機銃を2挺増設したため、自重が450kg増加している。
イギリス海軍は折り畳み翼への変更ための納品遅延を了承、本格的に納品されたのは1941年半ばになってからであった。納品された機体は護衛空母「オーダシティ」に艦載され、船団護衛に活躍、Uボート撃沈やFw200撃墜などの戦果を残した。これにより、潜水艦に対する護衛空母の有効性が証明され、その後の大量配備につながった。また、空母「イラストリアス」にも搭載され、1942年5月に行われたアイアンクラッド作戦（マダガスカル占領作戦）に投入され、ヴィシー政権フランス軍と戦闘を行った。
フランスとイギリス以外には、ギリシアからも30機の発注が1940年11月にあったが、こちらも輸送中の1941年4月にギリシアが降伏。機体は輸送の途上で英領ジブラルタルにあったため、マートレットMk.IIIとしてイギリスがそのまま運用した。この機体はF4F-3Aと同等である。
また、イギリスは武器供与協定に基づき、GR-1820-G250A-3エンジンを装備したマートレットMk.IVを受け取っている。この型はアメリカでF4F-4Bという型式があるように、一応の別型である。ただしアメリカ軍は使用していない。
さらに、イギリスはFM-1型312機を供与されており、これをマートレットMk.Vとして採用している。この型は、1944年1月にワイルドキャットMk.IVに名称変更、番号が変わっているため注意が必要である。
このほか、イギリスはFM-2型を340機供与され、ワイルドキャットMk.VIとして採用した。

## 活躍

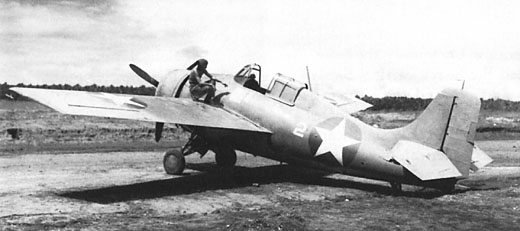
ガタルカナル島のヘンダーソン飛行場に進出したF4F。

太平洋戦争初期において、珊瑚海海戦、ミッドウェー海戦などに参加した。
太平洋戦争緒戦においては「エンタープライズ」などに配備されていたほか、同艦がウェーク島に輸送した12機のF4F（VMF-211）のうち、日本軍の攻撃から生き残った4機のF4F（一説には5機）が反撃を行い、駆逐艦「如月」を撃沈するなど、圧倒的な兵力で押し寄せた日本軍に対して奮戦した事例がある。
1942年8月7日、ガダルカナルにおいてジェームズ・ジュリアン・サザーランドのF4Fは日本軍機を1機撃墜後に一式陸攻からの攻撃で被弾、さらに3機の零戦（柿本円次、羽藤一志、山崎市郎平）に攻撃され機銃が故障するも撃墜はされず坂井三郎も加勢に来たが火災発生により脱出、生還してパイロットとして復帰した後に4機撃墜してエース・パイロットとなった。
F4Fは当初から強固な構造の機体に自動防漏機能を備えた燃料タンクを搭載するなど防御力を重視した設計であったが、配備後にもパイロットの意見を取り入れ、改修で防弾ガラスや操縦席後部の防弾鋼板を追加したことにより「グラマン鉄工所（Grumman Iron Work）」を体現する機体となった。改修後のF4Fに対しては零戦の7.7mm機銃では効果が薄く、弾数の少ない20mm機銃が必要となったが、20mm機銃の命中率を上げるには高い技量を要する近接射撃によるため、F4Fを撃墜するには一定の技量が必要とされた。坂井はサザーランド機へ確実に命中させるため限界まで接近した際、オーバーシュートしている。
運動性能を重視した日本軍機に比べ格闘性能は劣っていたが、設計段階から強度を重視した機体であるため急降下性能は零戦よりも優れていた。
零戦最大の弱点は「高速飛行時の運動性の低下」及び「急降下性能の低さ」でありこれを見抜いたアメリカ軍は「三つのネバー（Never）」と呼ばれる勧告を、零戦との空戦が予想される全てのパイロットに対して行った。F4Fの急降下性能は零戦より優れていたことから防御力と合わせて背後を取られても即撃墜の可能性は低いため、落ち着いて急降下に移ることが可能であった。アクタン・ゼロにより零戦の解析が進むとサッチウィーブやロッテ戦術などの編隊による攻撃を徹底したこともあり、キルレシオが改善されていった。
ドイツ空軍との戦いにおいても、北アフリカ戦線において、英軍の「マートレット」を含め活躍し、海上では護衛空母に搭載されて空中警戒や哨戒任務に使われた。ドイツの戦闘機は概ね高翼面荷重の高速機であり、対日戦とは逆に翼面荷重の低さを生かした格闘戦で対抗した。また高火力のドイツ軍機に対しても防御力の高さは効果を発揮した。
零戦程ではないとしても、1941年時点の艦上戦闘機の中では航続距離が長い部類であり、長時間行動できたことは大きな特長であった。

## 派生型
XF4F-1
最初の設計案、複葉機。プランのみ
XF4F-2
単葉機として再設計。1機のみ。P&W製R-1830-76に換装した機体（XF4F-3）が正式採用となる。
F4F-3
最初の量産型。R-1830-76搭載（1200hp）。アメリカ海軍のほか、フランスからも受注あり。285機（3A型の95機を含む）生産。
F4F-3A
P&W製R-1830-90に換装した機体。

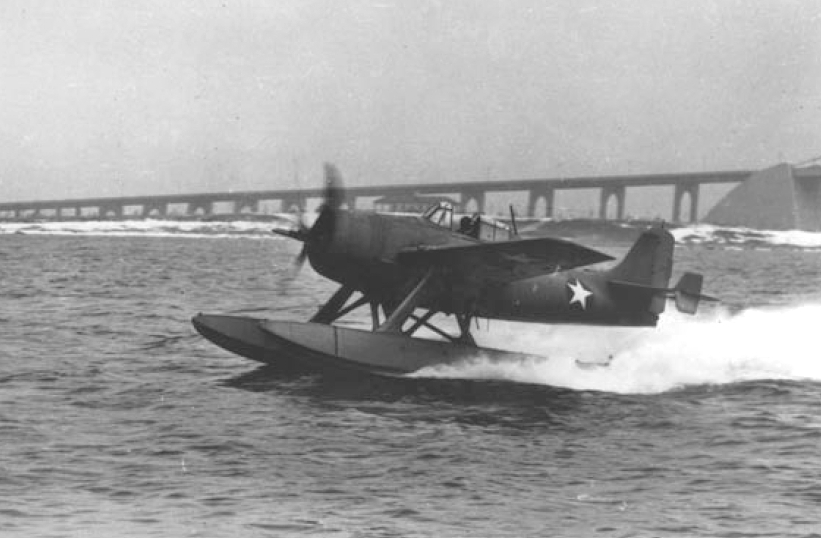
テスト中のF4F-3S

F4F-3P
偵察機型。最低1機は作られている。
F4F-3S ワイルドキャットフィッシュ
二式水上戦闘機に対抗したとされる水上機型の非公式社内呼称。2機のみ製作。1943年2月飛行。
F4F-4
P&W製R-1830-86を搭載（1200hp）。折り畳み翼装備。1942年より登場。機銃を4門から6門に増強。1169機生産
F4F-4A
P&W製R-1830-90エンジン搭載。生産はされていないと考えられる
F4F-4B
マートレットMk.IVの米国呼称。ただし、米国では使用されていない。
F4F-4P
偵察機型。改装機数は最低でも1機以上とされる。
XF4F-5
R-1820-54などのエンジンを搭載したテスト機。
F4F-6
P&W製R-1830-90を搭載したF4F-3。F4F-3Aとして生産された。
F4F-7
偵察機型。P&W製R-1830-86エンジンを搭載。徹底した軽量化により燃料搭載量が増加。21機程度の生産とされる。
XF4F-8
FM-2の元となったグラマン社設計機。
FM-1
ゼネラルモータース社で生産されたF4F-4。マートレット含めて合計1060機が生産
FM-2
グラマン社が設計していたXF4F-8案（エンジンや方向舵などを改良）を基にゼネラルモータース社が生産したもの。ライトR-1820-56 サイクロン9エンジン搭載（1350hp）。軽量化もされている。イギリス給与機合わせて4127機が生産。
マートレットMk.I
F4F-3のイギリス海軍での名称。元フランス海軍の発注機、主翼折り畳み機能無し。
マートレットMk.II
P&W製R-1830-S3C4-Gエンジン搭載、主翼折り畳み機能付き。武装はF4F-4に準拠。
マートレットMk.III
基本はF4F-3Aに準ずる。主翼折り畳み機能無し。ギリシャの発注機であったが、ギリシア降伏時にはジブラルタルにあり、そのままイギリスが使用。
マートレットMk.IV
R-1820-40BおよびGR-1820-G250A-3を搭載した英国給与機。
マートレットMk.V
FM-1の英国給与型。312機が給与されている。1944年1月にワイルドキャットMk.IVに改称。
ワイルドキャットMk.IV
1944年1月にマートレットMk.Vが改称したもの。
ワイルドキャットMk.VI
FM-2のイギリス給与機。340機が給与。
XF2M-1
ゼネラルモーターズ（イースタン社）が設計したXR-1820-70エンジン搭載型。採用されず。

## 諸元
| 機体名       | F4F-3                                                                                           | F4F-4                                                                                    |
| ------------ | ----------------------------------------------------------------------------------------------- | ---------------------------------------------------------------------------------------- |
| 全長         | 28ft 11in (8.81m)                                                                               | 28ft 9.375in (8.77m)                                                                     |
| 全幅         | 38ft (11.58m)                                                                                   | 38ft (11.58m) → 14ft 4in (4.37m) ※主翼折り畳み時                                         |
| 全高         | 11ft 11in (3.63m)                                                                               | 11ft 4in (3.45m)                                                                         |
| 翼面積       | 260ft² (24.15m²)                                                                                | 260ft² (24.15m²)                                                                         |
| 空虚重量     | 5,381lbs (2,441kg)                                                                              | 5,895lbs (2,674kg)                                                                       |
| 総重量       | 7,556lbs (3,427kg)                                                                              | 7,975lbs (3,617kg)                                                                       |
| 翼面荷重     | 141.90kg/m²                                                                                     | 149.77kg/m²                                                                              |
| 燃料         | 144gal (545ℓ)                                                                                   | 144gal (545ℓ)                                                                            |
| プロペラ     | ブレード3枚 直径9ft 9in (2.97m)                                                                 | ブレード3枚 直径9ft 9in (2.97m)                                                          |
| エンジン     | Pratt & Whitney R-1830-86 (1,200Bhp) ×1                                                         | Pratt & Whitney R-1830-86 (1,200Bhp) ×1                                                  |
| 最高速       | 329mph/21,100ft (529km/h 高度6,431m)                                                            | 320mph/18,800ft (515km/h 高度5,730m)                                                     |
| 上昇力       | 2,450ft/m S.L. (12.45m/s 海面高度)、20,000ft (6,096m) まで10分18秒                              | 20,000ft (6,096m) まで12分24秒                                                           |
| 実用上昇限度 | 36,400ft (11,095m)                                                                              | 34,000ft (10,363m)                                                                       |
| 航続距離     | 1,420st.mile (2,285km) ※2×58galタンク搭載時 1,635st.mile (2,631km) ※2×58galタンク搭載時 (FERRY) | 1,050st.mile (1,690km) ※1×58galタンク搭載時 1,275st.mile (2,052km) ※2×58galタンク搭載時  |
| 武装         | AN/M2 12.7mm機関銃×4 (弾数計1,800発)                                                            | AN/M2 12.7mm機関銃×6 (弾数計1,440発)                                                     |
| 機体名       | FM-2                                                                                            | XF2M-1                                                                                   |
| 全長         | 28ft 10.625in (8.80m)                                                                           | 28ft 6.296in (8.69m)                                                                     |
| 全幅         | 38ft (11.58m) → 14ft 4in (4.37m) ※主翼折り畳み時                                                | 37ft 6in (11.43m) → 16ft 8in (5.08m) ※主翼折り畳み時                                     |
| 全高         | 11ft 5in (3.48m)                                                                                | 12ft 11.5in (3.95m) → 13ft 8in (4.17m) ※主翼折り畳み時                                   |
| 翼面積       | 260ft² (24.15m²)                                                                                | 235ft² (21.83m²)                                                                         |
| 空虚重量     | 5,448lbs (2,471kg)                                                                              | 5,818lbs (2,639kg)                                                                       |
| 総重量       | 7,487lbs (3,396kg)                                                                              | 7,856lbs (3,563kg)                                                                       |
| 翼面荷重     | 140.62kg/m²                                                                                     | 163.22kg/m²                                                                              |
| 燃料         | 126gal (477ℓ)                                                                                   | 150gal (568ℓ)                                                                            |
| プロペラ     | ブレード3枚 直径10ft (3.05m)                                                                    | ブレード3枚 直径11ft 4in (3.45m)                                                         |
| エンジン     | Wright R-1820-56 (1,350Bhp) ×1                                                                  | Wright R-1820-70W (1,350Bhp 最大：1,500Bhp) ×1                                           |
| 最高速       | 326mph/10,700ft (525km/h 高度3,261m)                                                            | 407mph/26,000ft (655km/h 高度7,925m)                                                     |
| 上昇力       | 3,650ft/m S.L. (18.54m/s 海面高度)、20,000ft (6,096m) まで7分30秒                               | 3,390ft/m S.L. (17.22m/s 海面高度)、20,000ft (6,096m) まで6分18秒                        |
| 実用上昇限度 | 34,700ft (10,577m)                                                                              | 37,400ft (11,400m)                                                                       |
| 航続距離     | 1,150st.mile (1,851km) ※1×58galタンク搭載時 1,310st.mile (2,108km) ※2×58galタンク搭載時         | 1,555st.mile (2,503km) ※1×100galタンク搭載時 1,570st.mile (2,527km) ※2×58galタンク搭載時 |
| 武装         | AN/M2 12.7mm機関銃×4 (弾数計1,720発)                                                            | AN/M2 12.7mm機関銃×4 (弾数計1,400発)                                                     |

## 現存する機体
| 型名                   | 番号             | 機体写真 | 所在地                        | 所有者                                                                    | 公開状況 | 状態     | 備考                          |
| ---------------------- | ---------------- | -------- | ----------------------------- | ------------------------------------------------------------------------- | -------- | -------- | ----------------------------- |
| マートレット Mk.I      | AL246 656        |          | イギリス サマセット州         | イギリス海軍航空博物館                                                    | 公開     | 静態展示 |                               |
| F4F-3                  | 3872 754         |          | アメリカ フロリダ州           | 国立海軍航空博物館                                                        | 公開     | 静態展示 |                               |
| F4F-3A                 | 3956 838         |          | アメリカ サウスカロライナ州   | ペトリオッツ・ポイント海軍海事博物館                                      | 公開     | 静態展示 |                               |
| F4F-3A                 | 3969 851         |          | アメリカ フロリダ州           | 国立海軍航空博物館                                                        | 公開     | 静態展示 |                               |
| F4F-3A                 | 4039 921         | 写真     | アメリカ フロリダ州           | 国立海軍航空博物館                                                        | 公開     | 静態展示 |                               |
| F4F-3                  | 12260 5920       | 写真     | アメリカ テキサス州           | ルイス・エア・レジェンズ                                                  | 公開     | 飛行可能 |                               |
| F4F-3                  | 12290 5950       |          | アメリカ カリフォルニア州     | 空母ミッドウェイ博物館                                                    | 公開     | 静態展示 |                               |
| F4F-3                  | 12296 5956       |          | アメリカ ハワイ州             | 真珠湾航空博物館                                                          | 公開     | 飛行可能 |                               |
| F4F-3                  | 12297 5957       |          | アメリカ ニューヨーク州       | 航空発祥地博物館                                                          | 公開     | 静態展示 |                               |
| F4F-3                  | 12320 5980       |          | アメリカ イリノイ州           | シカゴ・オヘア国際空港 第2ターミナル                                      | 公開     | 静態展示 |                               |
| F4F-4                  | 11828 5471       |          | アメリカ カリフォルニア州     | サンディエゴ航空宇宙博物館                                                | 公開     | 静態展示 |                               |
| F4F-4                  | 12068 3763       |          | ソロモン諸島 ガダルカナル州   | ヴィル戦争博物館 (Vilu War Museum)                                        | 公開     | 静態展示 |                               |
| F4F-4                  | 12114 3809       | 写真     | アメリカ ヴァージニア州       | 国立海兵隊博物館                                                          | 公開     | 静態展示 |                               |
| FM-1                   | 14994 3          |          | アメリカ フロリダ州           | ヴァリアント航空軍団軍用機博物館                                          | 公開     | 静態展示 |                               |
| FM-1                   | 15392 401        |          | アメリカ ワシントンD.C.       | 国立航空宇宙博物館本館                                                    | 非公開   | 保管中   |                               |
| FM-1 マートレット Mk.V | 15633 JV482 642  | 写真     | イギリス 北アイルランド       | アルスター航空協会                                                        | 公開     | 修復中   |                               |
| FM-2                   | 16089 1288       |          | アメリカ フロリダ州           | 国立海軍航空博物館                                                        | 公開     | 静態展示 |                               |
| FM-2                   | 16161 1360       | 180px    | アメリカ アリゾナ州           | ピマ航空宇宙博物館                                                        | 公開     | 静態展示 |                               |
| FM-2                   | 16278 1477       | 写真     | アメリカ カリフォルニア州     | 飛行海兵航空博物館                                                        | 公開     | 静態展示 |                               |
| FM-2                   | 47030 2183       |          | アメリカ ヴァージニア州       | 軍事航空博物館                                                            | 公開     | 飛行可能 |                               |
| FM-2                   | 55052 2693       | 写真     | アメリカ                      | 空母ホーネットグループ (USS Hornet Group)                                 | 非公開   | 修復中   |                               |
| FM-2                   | 55627 3268       |          | アメリカ カリフォルニア州     | パームスプリングス航空博物館                                              | 公開     | 静態展示 |                               |
| FM-2                   | 57039 3646       |          | アメリカ ミシガン州           | エア・ズー航空宇宙科学博物館                                              | 非公開   | 修復中   |                               |
| FM-2                   | 74120 4312       | 写真     | アメリカ コネティカット州     | ニューイングランド航空博物館                                              | 公開     | 静態展示 |                               |
| FM-2                   | 74161 4353       |          | アメリカ テキサス州           | 国立太平洋戦争博物館                                                      | 公開     | 静態展示 |                               |
| FM-2                   | 74512 4704       |          | アメリカ ワシントン州         | ミュージアム・オブ・フライト                                              | 公開     | 静態展示 |                               |
| FM-2                   | 74560 4752       |          | アメリカ カリフォルニア州     | チノ・ウォーバーズ社 (Chino Warbirds Inc)                                 | 公開     | 飛行可能 |                               |
| FM-2                   | 86564 5618       |          | アメリカ カリフォルニア州     | ヤンクス航空博物館                                                        | 公開     | 静態展示 | 85564の塗装で展示されている。 |
| FM-2                   | 86572 5626       |          | アメリカ アイダホ州           | ウォーホーク航空博物館                                                    | 公開     | 飛行可能 |                               |
| FM-2                   | 86581 5635       |          | アメリカ ミシガン州           | エア・ズー航空歴史博物館                                                  | 公開     | 静態展示 |                               |
| FM-2                   | 86680 5734       | 写真     | アメリカ デラウェア州         | マスタング航空パートナーズ社 (Mustang Aviation Partners Inc)              | 非公開   | 飛行可能 |                               |
| FM-2                   | 86690 5744       |          | イギリス ベッドフォードシャー | トーマス・W・ハリス氏 (Thomas Woodstock Harris)                           | 公開     | 飛行可能 | かつての様子                  |
| FM-2                   | 86711 JV579 5785 |          | イギリス ダックスフォード     | ザ・ファイター・コレクション                                              | 公開     | 飛行可能 |                               |
| FM-2                   | 86741 5795       |          | アメリカ フロリダ州           | ファンタジー・オブ・フライト                                              | 公開     | 飛行可能 |                               |
| FM-2                   | 86746 5804       | 写真     | アメリカ イリノイ州           | フラスカ航空博物館                                                        | 公開     | 飛行可能 |                               |
| FM-2                   | 86747 5805       | 写真     | アメリカ フロリダ州           | 国立海軍航空博物館                                                        | 公開     | 静態展示 |                               |
| FM-2                   | 86754 5812       |          | アメリカ オレゴン州           | エリクソン航空機コレクション (ティラムック航空博物館)                     | 公開     | 静態展示 |                               |
| FM-2                   | 86773 5831       |          | アメリカ ペンシルヴェニア州   | ブルース・D・ロバーツ氏 (Bruce D. Roberts)                                | 非公開   | 修復中   |                               |
| FM-2                   | 86774 5832       |          | アメリカ ミネソタ州           | フェイゲン・ファイターズ第二次世界大戦博物館 (Fagen Fighters WWII Museum) | 公開     | 飛行可能 | かつてPOFが所有していた機体。 |
| FM-2P                  | 86777 5835       |          | アメリカ テキサス州           | ローンスター飛行博物館                                                    | 公開     | 飛行可能 |                               |
| FM-2                   | 86819 5877       |          | アメリカ テキサス州           | 記念空軍(CAF)                                                             | 公開     | 飛行可能 | 旧塗装                        |
| FM-2                   | 86956 6014       |          | アメリカ テキサス州           | キャヴァナー飛行博物館                                                    | 公開     | 飛行可能 |                               |

## 登場作品
『艦隊これくしょん -艦これ-』
F4F-3、F4F-4、FM-2が登場。